# Komenda Rejonu Uzupełnień Kamionka Strumiłowa

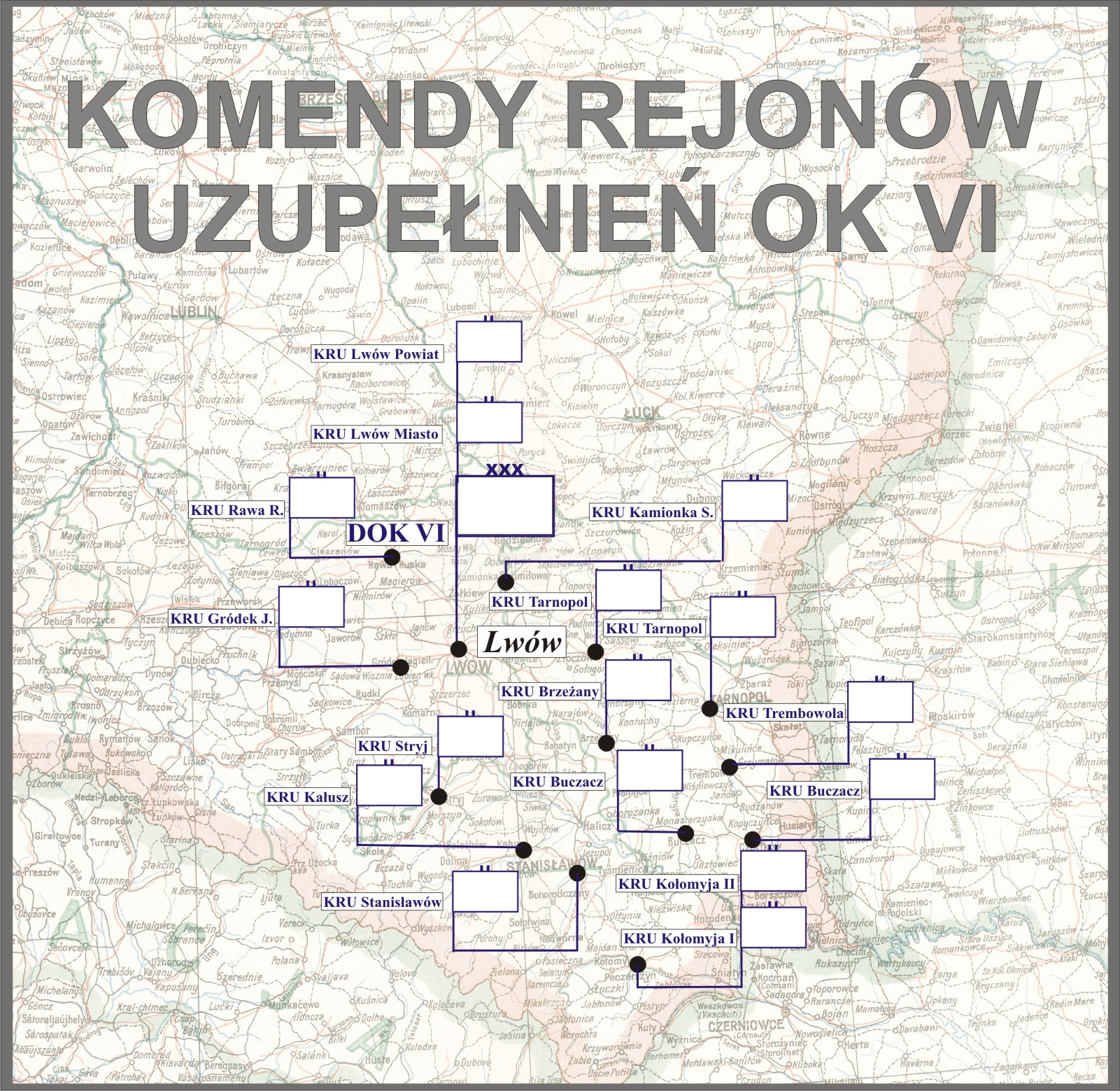
Komendy rejonów uzupełnień DOK VI

Komenda Rejonu Uzupełnień Kamionka Strumiłowa (KRU Kamionka Strumiłowa) – organ wojskowy właściwy w sprawach uzupełnień Sił Zbrojnych II Rzeczypospolitej i administracji rezerw w powierzonym mu rejonie.

## Historia komendy
15 listopada 1921 roku, po wprowadzeniu podziału kraju na dziesięć okręgów korpusów oraz wprowadzeniu pokojowej organizacji służby poborowej, na terenie Okręgu Korpusu Nr VI została utworzona Powiatowa Komenda Uzupełnień Kamionka Strumiłowa. Okręg poborowy PKU Kamionka Strumiłowa obejmował powiaty: brodzki, kamionecki i radziechowski, które zostały wyłączone z dotychczasowego okręgu poborowego PKU 52 pp w Złoczowie.
18 listopada 1924 roku weszła w życie ustawa z dnia 23 maja 1924 roku o powszechnym obowiązku służby wojskowej, a 15 kwietnia 1925 roku rozporządzenie wykonawcze ministra spraw wojskowych do tejże ustawy, wydane 21 marca tego roku wspólnie z ministrami: spraw wewnętrznych, zagranicznych, sprawiedliwości, skarbu, kolei, wyznań religijnych i oświecenia publicznego, rolnictwa i dóbr państwowych oraz przemysłu i handlu. Wydanie obu aktów prawnych wiązało się z przejęciem przez władze cywilne (administracji I instancji) większości zadań związanych z przygotowaniem i przeprowadzeniem poboru. Przekazanie większości zadań władzom cywilnym umożliwiło organom służby poborowej zajęcie się wyłącznie racjonalnym rozdziałem rekruta oraz ewidencją i administracją rezerw. Do tych zadań dostosowana została organizacja wewnętrzna powiatowych komend uzupełnień i ich składy osobowe. Poszczególne komendy różniły się między sobą składem osobowym w zależności od wielkości administrowanego terenu.
Zadania i nowa organizacja PKU określone zostały w wydanej 27 maja 1925 roku instrukcji organizacyjnej służby poborowej na stopie pokojowej. W skład PKU Kamionka Strumiłowa wchodziły dwa referaty: I) referat administracji rezerw i II) referat poborowy. Nowa organizacja i obsada służby poborowej na stopie pokojowej według stanów osobowych L. O. I. Szt. Gen. 3477/Org. 25 została ogłoszona 4 lutego 1926 roku. Z tą chwilą zniesione zostały stanowiska oficerów ewidencyjnych.
12 marca 1926 roku została ogłoszona obsada personalna Przysposobienia Wojskowego, zatwierdzona rozkazem Dep. I L. 6000/26 przez pełniącego obowiązki szefa Sztabu Generalnego gen. dyw. Edmunda Kesslera, w imieniu ministra spraw wojskowych. Zgodnie z nową organizacją pokojową Przysposobienia Wojskowego zostały zlikwidowane stanowiska oficerów instrukcyjnych przy PKU, a w ich miejsce utworzone rozkazem Oddz. I Szt. Gen. L. 7600/Org. 25 stanowiska oficerów przysposobienia wojskowego w pułkach piechoty.
Od 1926 roku, obok ustawy o powszechnym obowiązku służby wojskowej i rozporządzeń wykonawczych do niej, działalność PKU Kamionka Strumiłowa normowała „Tymczasowa instrukcja służbowa dla PKU”, wprowadzona do użytku rozkazem MSWojsk. Dep. Piech. L. 100/26 Pob.
W marcu 1930 roku PKU Kamionka Strumiłowa nadal administrowała powiatami: brodzkim, kamioneckim i radziechowskim. W grudniu tego roku PKU Kamionka Strumiłowa posiadała skład osobowy typ III.
31 lipca 1931 roku gen. dyw. Kazimierz Fabrycy, w zastępstwie ministra spraw wojskowych, rozkazem B. Og. Org. 4031 Org. wprowadził zmiany w organizacji służby poborowej na stopie pokojowej. Zmiany te polegały między innymi na zamianie stanowisk oficerów administracji w PKU na stanowiska oficerów broni (piechoty) oraz zmniejszeniu składu osobowego PKU typ I–IV o jednego oficera i zwiększeniu o jednego urzędnika II kategorii. Liczba szeregowych zawodowych i niezawodowych oraz urzędników III kategorii i niższych funkcjonariuszy pozostała bez zmian.
11 listopada 1931 roku ogłoszono nadanie Krzyża Niepodległości chor. Józefowi Sąsiadzie z PKU Kamionka Strumiłowa.
Z dniem 1 grudnia 1934 roku minister spraw wojskowych wyłączył powiat brodzki z PKU Kamionka Strumiłowa i przyłączył do PKU Złoczów oraz wyłączył powiat sokalski z PKU Rawa Ruska i przyłączył do PKU Kamionka Strumiłowa, którą jednocześnie zaliczył do I typu składów osobowych PKU.
1 lipca 1938 roku weszła w życie nowa organizacja służby uzupełnień, zgodnie z którą dotychczasowa PKU Kamionka Strumiłowa została przemianowana na Komendę Rejonu Uzupełnień Kamionka Strumiłowa przy czym nazwa ta zaczęła obowiązywać 1 września 1938 roku, z chwilą wejścia w życie ustawy z dnia 9 kwietnia 1938 roku o powszechnym obowiązku wojskowym. Obok wspomnianej ustawy i rozporządzeń wykonawczych do niej, działalność KRU Kamionka Strumiłowa normowały przepisy służbowe MSWojsk. D.D.O. L. 500/Org. Tjn. Organizacja służby uzupełnień na stopie pokojowej z 13 czerwca 1938 roku. Zgodnie z tymi przepisami komenda rejonu uzupełnień była organem wykonawczym służby uzupełnień .
Komendant rejonu uzupełnień w sprawach dotyczących uzupełnień Sił Zbrojnych i administracji rezerw podlegał bezpośrednio dowódcy Okręgu Korpusu Nr VI, który był okręgowym organem kierowniczym służby uzupełnień. Rejon uzupełnień nie uległ zmianie i nadal obejmował powiaty: kamionecki, radziechowski i sokalski.

## Obsada personalna
Poniżej przedstawiono wykaz oficerów zajmujących stanowisko komendanta Powiatowej Komendy Uzupełnień i komendanta rejonu uzupełnień oraz wykaz osób funkcyjnych (oficerów i urzędników wojskowych) pełniących służbę w PKU i KRU Kamionka Strumiłowa, z uwzględnieniem najważniejszych zmian organizacyjnych przeprowadzonych w 1926 i 1938 roku.
Komendanci
- mjr piech. Karol Rozdół (do IX 1922 → dowódca baonu w 7 pp Leg.[22])
- płk tyt. gen. bryg. w stanie spocz. zatrz. czas. w służb. czyn.[b] Rudolf Tarnawski (10 IX 1922 – 1 VI 1923 → Rezerwa Oficerów Sztabowych DOK V)
- mjr piech. Tadeusz Deschu (V 1923[23] – XI 1924 → komendant PKU Stanisławów)
- ppłk piech. Jan Łuszczki (XI 1924[24] – II 1925 → komendant PKU Lwów Miasto[25])
- ppłk piech. Bolesław Tadeusz Słowikowski (II[25] – V 1925 → p.o. inspektora poborowego DOK VI[26])
- mjr piech. Jan Franciszek Glatty (1 VI 1925[27] – II 1927 → stan spoczynku z dniem 30 IV 1927[28])
- mjr piech. Jan I Kijowski[c] (III 1927[30] – III 1929 → dyspozycja dowódcy OK VI[31][32])
- płk piech. Wojciech Emanuel Piasecki (III 1929 – III 1930 → inspektor poborowy DOK IV)
- mjr piech. Hipolit Wojciechowski (III 1930[33] – III 1932 → komendant PKU Czortków[34])
- ppłk piech. Jan II Kubin (od III 1932)
- mjr piech. Jan Góralczyk[d] (do 1939[37] †1940 Katyń[38])

Obsada pozostałych stanowisk funkcyjnych PKU w latach 1921–1925
- I referent
  - kpt. piech. Roch Stebnowski (do VIII 1924[41] → 29 pp)
  - kpt. piech. Ludwik Adam Knobloch (X 1924[42] – II 1926 → kierownik I referatu)
- II referent
  - kpt. kanc. rez. Stanisław Wittlin (1923 – 31 III 1924[43] → zwolniony z czynnej służby)
  - kpt. piech. Ludwik Adam Knobloch (IV[44] – X 1924 → I referent)
  - por. kanc. Franciszek Szurmiak (X 1924[42] – II 1926 → referent)
- oficer instrukcyjny
  - por. piech. Roman II Królikowski (I 1924[45] – IV 1925[46] → 40 pp)
  - kpt. piech. Jan Koc (IV[46] – XI 1925[47] → 19 pp)
- oficer ewidencyjny na powiat brodzki
  - urzędnik wojsk. XI rangi / por. kanc. Józef III Dobrowolski (do X 1924 → OE Kamionka Strumiłowa)
  - por. kanc. Władysław Dorożański (od X 1924[48])
- oficer ewidencyjny na powiat kamionecki
  - urzędnik wojsk. XI rangi / por. kanc. Franciszek Szurmiak (do X 1924 → II referent)
  - por. kanc. Józef III Dobrowolski (od X 1924[42])
- oficer ewidencyjny na powiat radziechowski
  - urzędnik wojsk. XI rangi Bazyli Kaleniuk (do 26 IX 1923[49] → OE Żółkiew PKU Rawa Ruska)
  - urzędnik wojsk. XI rangi / por. kanc. Antoni Korytyński (26 IX 1923[49] – II 1926[50] → referent PKU Chełm)

Obsada pozostałych stanowisk funkcyjnych PKU w latach 1926–1938
- kierownik I referatu administracji rezerw i zastępca komendanta
  - kpt. piech. Ludwik Adam Knobloch (II 1926 – ? → Dep. Uzup. MSWojsk.[54])
  - kpt. piech. Ludwik Adam Knobloch (XII 1932[55] – VI 1938 → kierownik I referatu KRU)
- kierownik II referatu poborowego
  - kpt. kanc. Tadeusz Mieczysław Kuliczkowski (II 1926 – VII 1927[56] → kierownik II referatu PKU Kołomyja II)
  - por. kanc. Władysław Wach[e] (IV 1928[58] – 29 II 1932[59] → stan spoczynku)
  - kpt. piech. Maksymilian Sikorski (III 1932[60] – XII 1932[55] → kierownik II referatu PKU Toruń)
  - kpt. piech. Józef Alojzy Pietraszek (XII 1932[55] – VI 1938 → kierownik II referatu KRU)
- referent – por. kanc. Franciszek Szurmiak (od II 1926)

Obsada pozostałych stanowisk funkcyjnych KRU w latach 1938–1939
- kierownik I referatu ewidencji – kpt. adm. (piech.) Ludwik Adam Knobloch †1940 Katyń[62]
- kierownik II referatu uzupełnień – kpt. adm. (piech.) Józef Alojzy Pietraszek †1940 Katyń[63]